# Garlon Green
Garlon Green (ur. 11 stycznia 1991 w Houston) – amerykański koszykarz występujący na pozycjach rzucającego obrońcy lub niskiego skrzydłowego, obecnie zawodnik CSM CSU Oradea.
W 2018 reprezentował New Orleans Pelicans, podczas rozgrywek letniej ligi NBA oraz okresu przedsezonowego i spotkań towarzyskich.
25 lipca 2020 zawarł umowę z Anwilem Włocławek. 21 grudnia opuścił klub i dołączył do rumuńskiego CSM CSU Oradea. 
Jest młodszym bratem Geralda Greena i kuzynem Danny'ego Greena.

## Osiągnięcia
Stan na 26 kwietnia 2021, na podstawie, o ile nie zaznaczono inaczej.
NCAA
- Uczestnik konkursu wsadów NCAA (2013)[5]

Drużynowe
- Brąz FIBA Europe Cup (2021)[6]
- Finalista:
  - Pucharu Belgii (2018)
  - Superpucharu Polski (2020)[7]

- Uczestnik rozgrywek:
  - Euroligi (2018/2019)
  - Ligi Mistrzów FIBA (2018/2019)
  - FIBA Europe Cup (2017/2018)
  - ligi VTB (2018/2019, 2019/2020)

Indywidualne
- Zaliczony do I składu ofensywnego ligi belgijskiej (2018)
- Zwycięzca konkursu wsadów niemieckiej ligi BBL (2016)